# František Čáp
František Čáp (Celakovice, 1913. december 7. – Piran, 1972. január 12.) cseh származású jugoszláv filmrendező, forgatókönyvíró.

## Életpályája
Diák korában szülővárosában bábszínházat alapított, majd 1932-ben Prágában filmszínészként kezdte művészi pályáját Vladislav Vančura író és filmrendező diáktárgyú alkotásában (Érettségi előtt). 1933–1938 között forgatókönyvíróként dolgozott. 1939–1948 között Csehszlovákiában dolgozott. 1939–1970 között 32 film rendezője volt. Mint önálló filmrendező 1940-ben mutatkozott be, és hamarosan az élvonalba került. 1949-től az NSZK-ban dolgozott színházi, majd filmrendezőként. 1950–1970 között az NSZK-ban dolgozott. 1953-ban végleg Jugoszláviában telepedett le. 1953–1965 között Jugoszláviában dolgozott. Ő forgatta Rinaldo Rinaldiniről szóló, 1969-ben Budapesten bemutatott NSZK televíziós sorozatot.
Csehszlovákiában forgatott alkotásai közül a legkiemelkedőbb a partizántémájú, feszült légkörű, realista Fehér homály (1948), amelynek egyik hőse magyar volt. Főként két derűs hangulatú iskolai történetével (Tavasz; 1953, Ne várd a májust; 1957) aratott sikert.

## Filmjei

### Filmrendezőként
- Tüzes nyár (Ohnivé léto) (1939; Václav Krska-val) (forgatókönyvíró is)
- Nagymama (Babicka) (1940) (forgatókönyvíró is)
- Éjszakai pillangó (Nocní motýl) (1941; Václav Krska-val) (forgatókönyvíró is)
- Előjáték (Preludium) (1941)
- Jan Cimbura (1941) (forgatókönyvíró is)
- A balerina (Tanecnice) (1943) (forgatókönyvíró is)
- Köd a sár felett (Mlhy na blatech) (1944) (forgatókönyvíró is)
- Kislány a Beszkidekből (Devcica z Bezkyd) (1944)
- Szárny nélküli emberek (Muzi bez krídel) (1946)
- A vasmacska jele (Znamení kotvy) (1947) (forgatókönyvíró is)
- Zenész (Muzikant) (1948) (forgatókönyvíró is)
- Fehér homály (Bílá tma) (1948) (forgatókönyvíró is)
- Koronaékszerek (Kronjuwelen) (1950) (forgatókönyvíró is)
- Az örök játék (Das ewige Spiel) (1951) (forgatókönyvíró is)
- A nyom Berlinbe vezet (Die Spur führt nach Berlin) (1952)
- Tavasz (Vesna) (1953) (forgatókönyvíró is)
- Bűn (Am Anfang war es Sünde) (1954) (forgatókönyvíró is)
- Döntő pillanat (Trenutki odlocitve) (1955) (forgatókönyvíró is)
- Ne várd a májust (1957) (forgatókönyvíró is)
- A kapu nyitva marad (1959)
- X-25 jelenti (X-25 javlja) (1961) (forgatókönyvíró is)
- A mi autónk (Nas avto) (1962) (forgatókönyvíró is)

### Forgatókönyvíróként
- Szüzesség (Panenství) (1937)
- Kotlóstyúk (Kvocna) (1937)
- Lépés a sötétben (Krok do tmy) (1938)

### Színészként
- Érettségi előtt (Pred maturitou) (1932)

## Díjai
- a cannes-i filmfesztivál Arany Pálma-díja (1946) Szárny nélküli emberek